# Unterseeboot 596
L'Unterseeboot 596 ou U-596 est un sous-marin allemand (U-Boot) de type VIIC utilisé par la Kriegsmarine pendant la Seconde Guerre mondiale.
Le sous-marin fut commandé le 16 janvier 1940 à Hambourg (Blohm & Voss), sa quille fut posée le 4 janvier 1941, il fut lancé le 17 septembre 1941 et mis en service le 13 novembre 1941, sous le commandement du Kapitänleutnant Gunter Jahn (en).
L'U-596 est sabordé en septembre 1944 dans le port du Pirée, après un assaut aérien de l'USAF.

## Conception
Unterseeboot type VII, l'U-596 avait un déplacement de 769 tonnes en surface et 871 tonnes en plongée. Il avait une longueur totale de 67,10 m, un maître-bau de 6,20 m, une hauteur de 9,60 m et un tirant d'eau de 4,74 m. Le sous-marin était propulsé par deux hélices de 1,23 m, deux moteurs diesel Germaniawerft M6V 40/46 de 6 cylindres en ligne de 1400 cv à 470 tr/min, produisant un total de 2 060 à 2 350 kW en surface et de deux moteurs électriques BBC GG UB 720/8 de 375 cv à 295 tr/min, produisant un total 550 kW, en plongée. Le sous-marin avait une vitesse en surface de 17,7 nœuds (32,8 km/h) et une vitesse de 7,6 nœuds (14,1 km/h) en plongée. Immergé, il avait un rayon d'action de 80 milles marins (150 km) à 4 nœuds (7,4 km/h; 4,6 milles par heure) et pouvait atteindre une profondeur de 230 m. En surface son rayon d'action était de 8 500 milles nautiques (soit 15 700 km) à 10 nœuds (19 km/h). 
L'U-596 était équipé de cinq tubes lance-torpilles de 53,3 cm (quatre montés à l'avant et un à l'arrière) qui contenait quatorze torpilles. Il était équipé d'un canon de 8,8 cm SK C/35 (220 coups) et d'un canon antiaérien de 20 mm Flak. Il pouvait transporter 26 mines TMA ou 39 mines TMB. Son équipage comprenait 4 officiers et 40 à 56 sous-mariniers.

## Historique
Il entre en phase d'entraînement de formation initiale à la 8. Unterseebootsflottille jusqu'au 30 juin 1942, pour intégrer son unité de combat dans la 3. Unterseebootsflottille et dans la 29. Unterseebootsflottille à partir du 19 novembre 1942.
Sa première patrouille est précédée de deux courts trajets de Kiel à Bergen. Elle commence le 8 août 1942 au départ de Bergen. Il évolue dans l'Atlantique Nord en passant par la Mer du Nord. Il approche de l'l'Islande ainsi que des Îles Féroé (zone GIUK).
En début d'après-midi du 16 août, l'U-596 torpille et coule un cargo suédois dans le centre de l'Atlantique Nord.
Le 30 août, l'U-596 perd un homme d'équipage qui passe par-dessus bord lors d'une houle agitée.
À partir du 6 septembre, le groupe de sous-marins forme de nouveau une ligne de patrouille à quatre cents milles nautiques au nord-est du Cap Race en attente de convois. Le 18 septembre, le convoi SC-100 est repéré à cent cinquante milles nautiques dans le sud-est du Cap ; le groupe Lohs fait mouvement vers le sud pour l'intercepter. Les mauvaises conditions météorologiques limitent les attaques groupées à trois submersibles. Le 20 septembre 1942, l'U-596 est le seul à passer à l'attaque, envoyant par le fond un navire britannique du convoi Le même jour, il est entrepris sans succès par le HNoMS Potentilla et par le HMS Viscount (D92) (en).
Deux jours plus tard, les conditions météorologiques ayant empiré, l'opération est abandonnée, un seul bâtiment ayant été coulé par l'U-596. Le convoi est de nouveau signalé le 23 septembre par l'U-432. L'U-617 et l'U-432 coulent quatre bâtiments. L'opération contre le convoi SC-100 se termine le 25 septembre dans l'ouest de Rockall. Le sous-marin retrouve Saint-Nazaire le 3 octobre.
Le bateau quitte son port le 4 novembre à destination de la Méditerranée. L'U-596 passe le détroit de Gibraltar durant la nuit du 8 au 9 novembre 1942. Il rejoint d'autres U-Boote regroupés contre le débarquement allié en Afrique du Nord.
Il quitte sa nouvelle base de La Spezia le 27 janvier 1943. Les U-407 et U-596 attaquent sans succès, le 6 février, le convoi MKS-7 à l'est d'Oran. Le lendemain, l'U-596 torpille et détruit un Landing Craft Infantry anglais dans la même zone.
L'U-596 surveille le trafic maritime au large des côtes algériennes. Le 9 mars, il endommage aux torpilles deux navires marchands britanniques, tous deux du convoi KMS-10G, au nord-nord-ouest de Ténès.
À partir du 25 mars 1943, l'U-596 et d'autres U-Boote attaquent sans succès des convois au large des côtes algériennes.
Le 30 mars, l'U-596 torpille le convoi ET-16 dans le nord-ouest de Ténès et coule un cargo norvégien et un pétrolier britannique du convoi. Le 10 avril 1943, il attaque sans succès un navire britannique près d'Alborán.
L'U-Boot quitta Pula le 10 août 1943 pour la Méditerranée orientale. Le 20 août, l'U-596 coule un bateau de pêche égyptien à l'est du Cap Greco. Le lendemain, il envoie par le fond trois bateaux de pêche à vingt nautiques dans le nord-nord-ouest de Beyrouth et le 30 août, torpille un autre bateau de pêche égyptien.
L'U-596 part en croisière au large des côtes de la Cyrénaïque. Le 4 octobre 1943, il attaque le convoi XT-4 près d'El Haniyah et coule un navire norvégien. Le même jour, il est légèrement endommagé par la corvette britannique HMS Gloxina.
L'U-596 patrouille dans la Mer Ionienne. Le 9 décembre 1943, il attaque le convoi HA-11 dans le nord-est du Capo Collona et coule un navire britannique.
Le 23 février 1944, il entreprend sans succès une corvette italienne à l'est de la pointe de l'Italie.
Le 2 mars, il attaque un sous-marin non identifié et cinq jours plus tard il manque le cuirassé italien Giulio Cesare au sud du Golfe de Tarente.
Le 9 avril 1944, le sous-marin quitte Pula. L'U-596 effectue sa première patrouille équipé d'un Schnorchel. Le 13 avril, il échoue à détruire une corvette italienne dans le détroit d'Otrante. Il patrouille ensuite sans résultat dans le Golfe de Tarente.
L'U-596 réalise l'une de ses dernières patrouilles en Méditerranée. En mer Ionienne, près de Malte et devant les côtes de la Cyrénaïque, il ne récolte aucun résultat au combat.
Le 24 septembre 1944, l'U-596 est sévèrement endommagé au quai des chantiers Skamaranga, dans le port du Pirée à la position 37° 59′ N, 23° 34′ E, par une attaque aérienne de l'USAF. L'U-Boot est alors amarré à un embarcadère du port lorsqu'une bombe explose à une vingtaine de mètres du sous-marin. La pression de l'eau rompt le réservoir extérieur de gazole du bateau. Un sous-marinier, Friedrich Schreiber, présent sur le pont, est victime du souffle ; sévèrement blessé, il meurt en route pour l'hôpital.
Le 30 septembre 1944, le sous-marin est sabordé ; son épave est dynamitée.

## Affectations
- 8. Unterseebootsflottille du 13 novembre 1941 au 30 juin 1942 (Période de formation).
- 3. Unterseebootsflottille du 1er juillet 1942 au 18 novembre 1942 (Unité combattante).
- 29. Unterseebootsflottille du 19 novembre 1942 au 24 septembre 1944 (Unité combattante).

## Commandement
- Kapitänleutnant Gunter Jahn (en) du 13 novembre 1941 au 27 juillet 1943 (Croix de Chevalier).
- Oberleutnant zur See Victor-Wilhelm Nonn du 28 juillet 1943 à juillet 1944 (Croix allemande).
- Oberleutnant zur See Hans Kolbus de juillet 1944 au 8 septembre 1944.

## Patrouilles
|       | Commandant                | Départ            | Départ      | Arrivée            | Arrivée     | Jours     | Succès   |
| ----- | ------------------------- | ----------------- | ----------- | ------------------ | ----------- | --------- | -------- |
|       | Kptlt. Gunter Jahn        | 25 juin 1942      | Kiel        | 2 juillet 1942     | Kiel        | 8 jours   |          |
|       | Kptlt. Gunter Jahn        | 25 juillet 1942   | Kiel        | 28 juillet 1942    | Bergen      | 4 jours   |          |
| 1     | Kptlt. Gunter Jahn        | 8 août 1942       | Bergen      | 3 octobre 1942     | St. Nazaire | 57 jours  | 10 642   |
| 2     | Kptlt. Gunter Jahn        | 4 novembre 1942   | St. Nazaire | 15 novembre 1942   | La Spezia   | 12 jours  |          |
| 3     | Kptlt. Gunter Jahn        | 27 janvier 1943   | La Spezia   | 16 février 1943    | La Spezia   | 21 jours  | 246      |
| 4     | Kptlt. Gunter Jahn        | 28 février 1943   | La Spezia   | 12 mars 1943       | La Spezia   | 13 jours  | 14 180   |
| 5     | Kptlt. Gunter Jahn        | 23 mars 1943      | La Spezia   | 15 avril 1943      | La Spezia   | 24 jours  | 16 684   |
|       | Kptlt. Gunter Jahn        | 26 avril 1943     | La Spezia   | 30 avril 1943      | Pula        | 5 jours   |          |
| 6     | Kptlt. Gunter Jahn        | 17 juin 1943      | Pula        | 26 juin 1943       | Pula        | 10 jours  |          |
| 7     | Oblt. Victor-Wilhelm Nonn | 10 août 1943      | Pula        | 10 septembre 1943  | Salamine    | 32 jours  | 534      |
| 8     | Oblt. Victor-Wilhelm Nonn | 28 septembre 1943 | Salamine    | 10 octobre 1943    | Pula        | 13 jours  | 5 542    |
| 9     | Oblt. Victor-Wilhelm Nonn | 30 novembre 1943  | Pula        | 28 décembre 1943   | Pula        | 29 jours  | 8 009    |
| 10    | Oblt. Victor-Wilhelm Nonn | 12 février 1944   | Pula        | 11 mars 1944       | Pula        | 29 jours  |          |
| 11    | Oblt. Victor-Wilhelm Nonn | 9 avril 1944      | Pula        | 29 avril 1944      | Pula        | 21 jours  |          |
| 12    | Oblt. Victor-Wilhelm Nonn | 29 juillet 1944   | Pula        | 1er septembre 1944 | Salamine    | 35 jours  |          |
| Total | Total                     | Total             | Total       | Total              | Total       | 313 jours | 55 837 t |

Note : Kptlt. = Kapitänleutnant - Oblt. = Oberleutnant zur See

### Opérations Wolfpack
L'U-596 opéra avec les Rudeltaktik (meute de loups) durant sa carrière opérationnelle.
- Lohs (11 août - 22 septembre 1942)
- Delphin (4-13 novembre 1942)

## Navires coulés
L'U-596 coula 12 navires marchands totalisant 41 411 tonneaux, 1 navire de guerre de 246 tonneaux et endommagea 2 navires marchands totalisant 14 180 tonneaux au cours des 12 patrouilles (313 jours en mer) qu'il effectua.
| Date              | Nom                | Nationalité | Tonnage | Convoi | Fait      | Localisation         |
| ----------------- | ------------------ | ----------- | ------- | ------ | --------- | -------------------- |
| 16 août 1942      | Suecia             | Suède       | 4 966   | SC-95  | Coulé     | 55° 43′ N, 25° 58′ O |
| 20 septembre 1942 | Empire Hartebeeste | Royaume-Uni | 5 676   | SC-100 | Coulé     | 56° 20′ N, 38° 10′ O |
| 7 février 1943    | HMS LCI (L) 162    | Royal Navy  | 246     | -      | Coulé     | 36° 21′ N, 0° 18′ E  |
| 9 mars 1943       | Empire Standard    | Royaume-Uni | 7 047   | KMS-10 | Endommagé | Inconnu              |
| 30 mars 1943      | Fort Norman        | Royaume-Uni | 7 133   | KMS-10 | Endommagé | 36° 51′ N, 1° 09′ E  |
| 30 mars 1943      | Fort a la Corne    | Royaume-Uni | 7 133   | ET-16  | Coulé     | 36° 52′ N, 1° 47′ E  |
| 30 mars 1943      | Hallanger          | Norvège     | 9 551   | ET-16  | Coulé     | 36° 55′ N, 1° 39′ E  |
| 20 août 1943      | El Sayeda          | Égypte      | 68      | -      | Coulé     | 32° 25′ N, 34° 40′ E |
| 21 août 1943      | Lily               | Palestine   | 132     | -      | Coulé     | 34° 45′ N, 34° 42′ E |
| 21 août 1943      | Namaz              | Royaume-Uni | 50      | -      | Coulé     | Inconnu              |
| 21 août 1943      | Panikos            | Royaume-Uni | 21      | -      | Coulé     | 33° 42′ N, 34° 43′ E |
| 30 août 1943      | Nagwa              | Égypte      | 183     | -      | Coulé     | 34° 40′ N, 33° 20′ E |
| 7 septembre 1943  | Hamidieh           | Égypte      | 80      | -      | Coulé     | 34° 02′ N, 33° 05′ E |
| 4 octobre 1943    | Marit              | Norvège     | 5 542   | XT-4   | Coulé     | 32° 57′ N, 21° 11′ E |
| 9 décembre 1943   | Cap Padaran        | Royaume-Uni | 8 009   | HA-11  | Coulé     | 39° 15′ N, 17° 30′ E |